# 明石鯛我
明石 鯛我（あかし たいが、本名：土井 一央、1980年11月12日 - ）は、元プロレスラー。兵庫県明石市出身。200cm/110kg。ZERO-ONE所属であった。

## 経歴
元は全日本プロレスの練習生であったが逃げ出し、その後プロレス界への未練を断ち切れずドン荒川の紹介でZERO-ONEの練習生に。練習生時代はZERO-ONE寮の三代目ちゃんこ番となり、その料理の腕前は歴代選手・練習生の中でも群を抜いていたという。また、体の大きさからリングに投げ込まれた紙テープを回収する時、ザ・プレデターに踏まれるシーンもあった。
入門5か月後の2003年9月14日、札幌大会の横井宏考戦でデビューする。リングネームはデビュー戦10分前にZERO-ONE代表の橋本真也から言い渡されたという。
日本人としては珍しい身長2mの大型レスラーとして話題を呼んだが、実際の身長は194cmだった。
逆水平チョップやビッグブーツを得意技としていたが、体の大きさゆえに怪我も多く、たびたび欠場する事が多くなっていった。また、大阪大会で興奮してリングに乱入した客を取り押さえようとして逆に殴られ、流血し病院に運ばれ新聞に載る事件などもあった。
2004年秋、ZERO-ONE崩壊のゴタゴタの中、正式な引退のアナウンスもないままリングから姿を消した。
現在は本名の土井一央で、正道会館総本部で空手家として活動、また、シルバーアックス所属として2009年8月11日にK-1にも参戦している（KO勝ち）。K-1のインタビューによるとプロレス廃業後はトラックの運転手をしていたという。